# Третий Рим
Третий Рим — европейская религиозно-историософская и политическая идея, использовавшаяся для обоснования особого религиозно-политического значения различных стран как преемников Римской империи.
Эта идея, основанная на концепции «переноса империи» (translatio imperii), использовалась для легитимации притязаний тех или иных монархий на преемственность по отношению к Византии или Западной римской империи.

## Претензии на преемство от Византийской империи

### Болгария
В 913 году Симеон I Болгарский был коронован императором (царём) Константинопольским Патриархом и императорским регентом Николаем Мистиком за пределами византийской столицы. В его окончательной упрощенной форме титул гласил: «император и Самодержец всех болгар и римлян». Римский компонент в болгарском императорском титуле указывал как на господство над грекоязычными, так и на происхождение имперской традиции от римлян, однако этот компонент никогда не признавался византийским двором.
Византийское признание императорского титула Симеона было отменено последующим византийским правительством. Десятилетие 914—924 годов прошло в разрушительной войне между Византией и Болгарией по этому и другим конфликтным вопросам. Болгарский монарх, который еще больше раздражал своего византийского коллегу, претендуя на титул «императора римлян», был в конечном итоге признан «императором Болгар» византийским императором Романом I Лакапином в 924 году. Византийское признание императорского достоинства болгарского монарха и Патриаршего достоинства Болгарского Патриарха было вновь подтверждено при заключении постоянного мира и болгаро-византийского династического брака в 927 году. Тем временем болгарский императорский титул, возможно, был также подтверждён папой римским. Болгарский императорский титул «Царь» был принят всеми болгарскими монархами вплоть до падения Болгарии под османским владычеством. Болгарские литературные произведения XIV века чётко обозначают болгарскую столицу, Тырново как преемницу Рима и Константинополя, по сути, «Третий Рим».

### Сербия
В 1345 году сербский король Стефан Урош IV Душан провозгласил себя императором (царём) и был коронован в качестве такового в Скопье на Пасху 1346 года вновь созданным Сербским патриархом, а также Патриархом всей Болгарии и автокефальным архиепископом Охридским. Его императорский титул был признан Болгарией и различными другими соседями и торговыми партнёрами, но не Византийской империей. В своей окончательной упрощенной форме сербский императорский титул значился в форме «император сербов и римлян» (цар срба и римљана). Он был использован только Стефаном Урошем IV Душаном и его сыном Стефаном Урошем V в Сербии (до его смерти в 1371 году), после чего более не использовался. Сводный брат Душана, Симеон Урош, а затем его сын Иоанн Уреш, претендовали на тот же титул, до отречения последнего в 1373 году, правя в Фессалии. «Римский» компонент сербского императорского титула указывает как на господство над греками, так и на происхождение имперской традиции от римлян.

### Османская империя

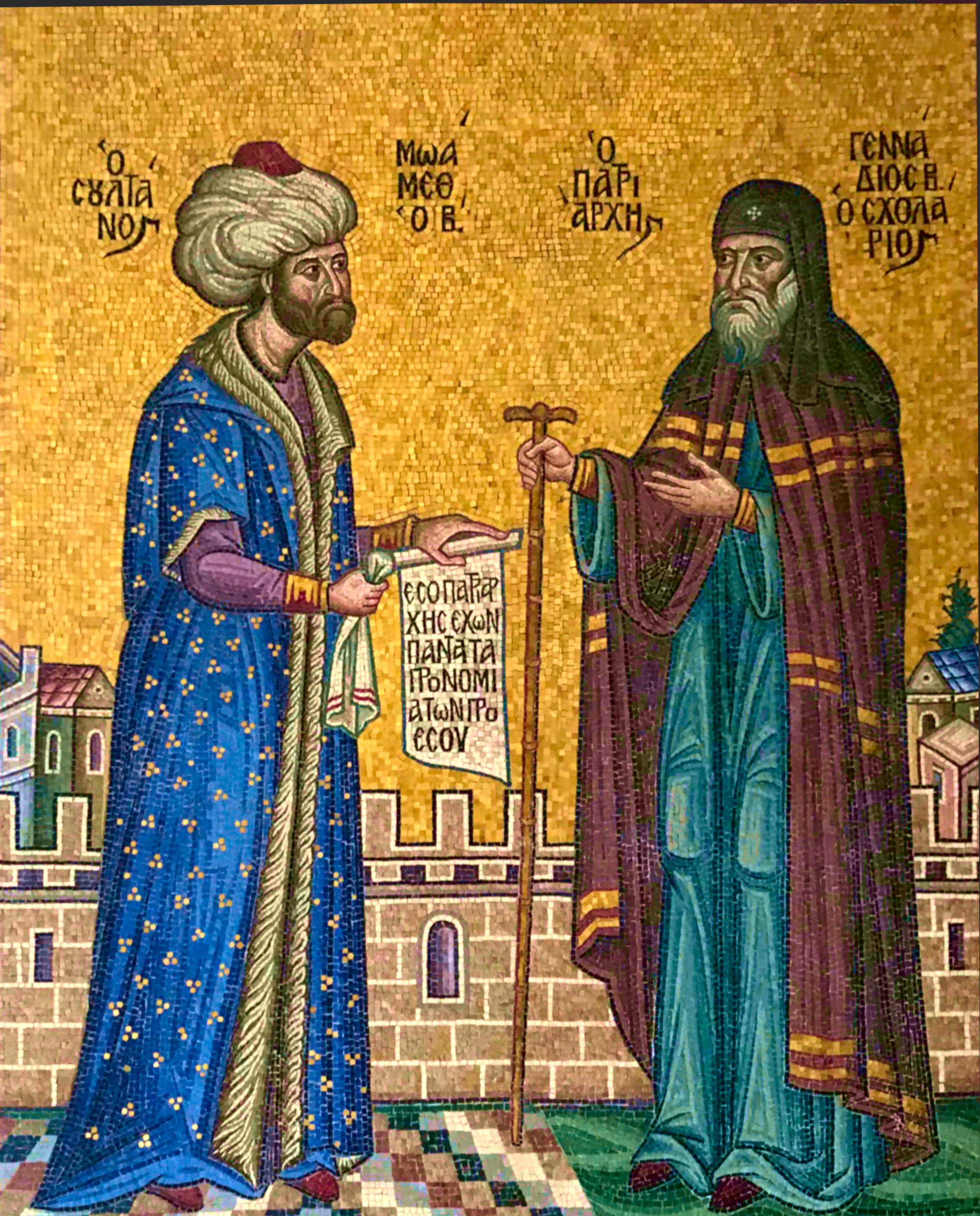
Султан Мехмед II с патриархом Геннадием II на мозаике XVII века

После падения Константинополя в 1453 году Мехмед II провозгласил себя Kayser-i Rum, буквально «Цезарем Рима». Это было признано православным Константинопольским патриархатом, но не римско-католической Западной Европой. Геннадий Схоларий, заклятый враг Запада, был возведен на престол Константинопольских Патриархов со всеми церемониальными атрибутами Византии самим Мехмедом, выступившим в роли римского императора, и в свою очередь Геннадий признал Мехмеда преемником престола. Претензии Мехмеда основывались на концепции, что Константинополь был монаршей резиденцией Римской Империи, после переноса её столицы в Константинополь в 330 году нашей эры и падения Западной Римской Империи. Мехмед также имел родословную от византийской императорской семьи; его предшественник, султан Орхан I, женился на византийской принцессе, и Мехмед мог претендовать на происхождение от Иоанна Целеписа Комнина. В течение этого периода Османская империя также уничтожила Отранто и его население, и Мехмед II планировал взять сам Рим, когда итальянская кампания была прервана его внезапной смертью. Титул вышел из употребления после его смерти, но имперские органы, созданные Мехмедом II, существовали в течение многих столетий.

### Россия

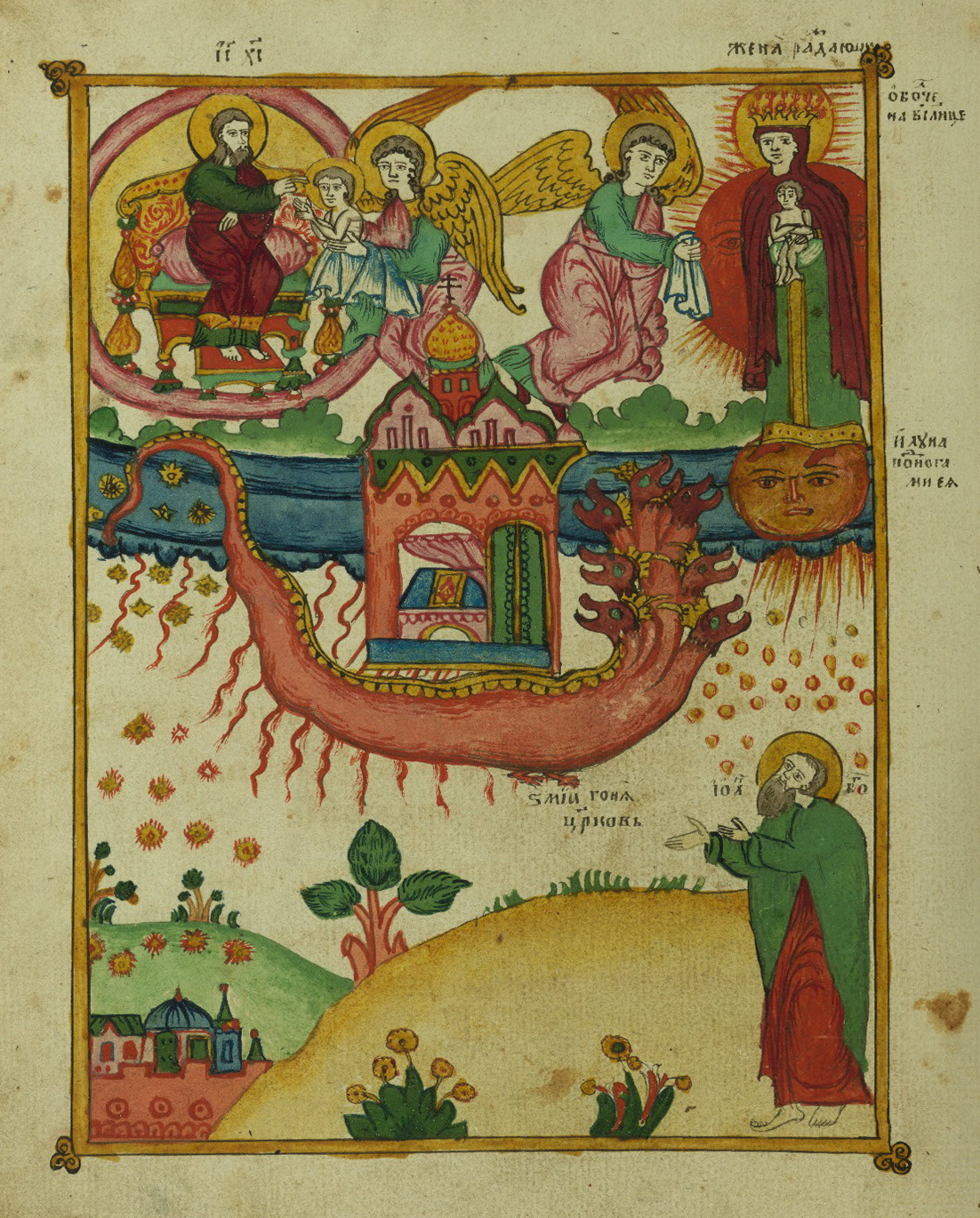
Филофей использовал апокалиптический образ бегства Жены, облечённой в солнце, от дракона в качестве одного из обоснований концепции перехода преемства. (Жена, облечённая в солнце, скрывается в пустыне от дракона. Толкование на Апокалипсис Андрея Кесарийского, старообрядческая иллюминированная рукопись)

Впервые подобная концепция была выдвинута митрополитом Зосимой в предисловии к его труду «Изложение Пасхалии» (1492). В явном виде концепция «Москва — третий Рим» впервые была сформулирована в двух посланиях конца 1523 — начала 1524 года старцем псковского Елеазарова монастыря Филофеем (первое, адресованное дьяку Михаилу Мисюрю-Мунехину, посвящено проблемам летосчисления и астрологии; второе, адресованное великому князю Московскому Василию III Ивановичу, — правильному совершению крестного знамения и проблеме распространения мужеложства): Старец Филофей ставил московского князя в один ряд с императором Константином Великим, называя последнего предком князя: «Не преступай, царю, заповѣди, еже положиша твои прадѣды — великий Константинъ, и блаженный святый Владимиръ, и великий богоизбранный Ярославъ и прочии блаженнии святии, ихьж корень и до тебе».
Собственно формулировка идеи третьего Рима содержится в двух посланиях игумена Филофея к Великому князю Василию Ивановичу.
Согласно концепции, Русское государство и его столица являются последним («четвёртому не быти») земным воплощением «нерушимого» Римского царства, существовавшего со времени пришествия Иисуса Христа. Это духовное христианское «царство» не локализовано в пространстве и времени. Оно переходит от одного своего воплощения к другому согласно теории «переноса империи» («translatio imperii»), которая, в частности, восходит к Книге пророка Даниила.
Историк Андрей Каравашкин отмечал, что теория «Москва — третий Рим» была результатом эсхатологических ожиданий и носила первично не политический, а религиозный характер. По мнению немецкого исследователя П. Ниче, ход мыслей Филофея в формуле «Два Рима пали, третий стоит, а четвёртому не бывать» следующий: первые два Рима подвергнуты наказанию за их измену православию, после чего их место заняла Москва. Если же и Москва впадёт в грехи, ей не последует четвёртый Рим просто потому, что на тот момент нигде в мире больше не было ни одного православного государства. Это означало бы конец света.
Теория «Москва — Третий Рим» послужила смысловой основой представлений о роли и значении России, которые сложились в период возвышения Московского княжества. Московские великие князья (притязавшие начиная с Иоанна III на царский титул) полагались преемниками римских и византийских императоров.
Историк Николай Ульянов отмечал, что в современном (политическом) виде эта концепция сложилась только в XIX веке. Согласно его точке зрения, политическая идея Москвы как третьего Рима в реальности восходит к общественно-политическому дискурсу царствования Александра II, то есть связана с «восточным вопросом» и развитием русского империализма Нового времени.

### Испания
Претендент на престол императора Восточной Римской Империи Андрей Палеолог в своём последнем завещании от 7 апреля 1502 года уступил Римскую императорскую корону Фердинанду II Арагонскому и Изабелле I Кастильской. Многие города и учреждения в Королевстве Испания и по сей день используют двуглавого римского орла. Город Толедо, провинция Толедо и провинция Самора — лишь немногие из примеров.

### Греция
Впервые термин «Великая идея» появился во время дебатов премьер-министра Иоанниса Колеттиса с королем Оттоном I, которые предшествовали обнародованию Конституции 1844 года. Это было националистическое стремление, которое должно было доминировать во внешних отношениях и в значительной степени определять внутреннюю политику греческого государства на протяжении большей части первого столетия независимости. Выражение было новым в 1844 году, но концепция имела корни в греческой народной психологии, которое долго питало надежды на освобождение от турецкого владычества и восстановление Византийской империи.
Великая идея подразумевала возрождение Восточной Римской (Византийской) империи путём создания греческого государства, которое, как писал древний географ Страбон, будет представлять собой греческий мир, охватывающий в основном бывшие византийские земли от Ионического моря на западе до Малой Азии и Чёрного моря на востоке и от Фракии, Македонии и Эпира на севере до Крита и Кипра на юге. Это новое государство должно иметь Константинополь в качестве своей столицы: это будет «Греция двух континентов и пяти морей» (Европа и Азия, Ионическое, Эгейское, Мраморное, Чёрное и Ливийское моря соответственно).

## Претензии на преемство от Священной римской империи
Утверждалось, что Каролингская империя сознательно стремилась возродить Римскую империю на Западе. Согласно раннему германскому национализму, Каролингская империя превратилась в Священную Римскую Империю как продолжение Западной Римской Империи. В 800 году титул императора римлян был пожалован Карлу Великому Папой Львом III. Слово «святой» (часто ретроспективно применяемое ко всем императорам со времён Карла Великого) было добавлено во время правления императора Фридриха I Барбароссы в 1157 году.

### Германия
Германская империя в 1871 году также претендовала на роль третьего Рима, также по линии Священной Римской империи. Титул для императоров Священной Римской Империи, Австрийской империи и Германской империи был кайзер (производный от латинского Caesar), немецкое слово, обозначавшее императора.
Претензии Германской империи с 1871 по 1918 год на то, что она была «третьим Римом», подвергались критике, потому что Германская империя возглавлялась протестантским правителем, и никакого конкордата с Католической церковью, которая была главным двигателем римского экспансионизма на Западе, достигнуто не было.
Нацистская Германия использовала термин Drittes Reich (что означает «третье царство» или «третья империя»), как преемник первого царства (Священная римская империя) и Второго царства (Германская империя). Однако в 1939 году в циркуляре, не предназначенном для публикации, дальнейшее использование термина «Третий рейх» было запрещено.

### Франция
Отчаянно нуждаясь в деньгах, Андрей Палеолог продал права на византийскую корону, которыми он владел после смерти своего отца. Король Франции Карл VIII приобрёл права наследования у Андрея Палеолога в 1494 году и умер 7 апреля 1498 года. Следующие короли Франции продолжали требовать и использовали императорские титулы и почести: Людовик XII, Франциск I, Генрих II и Франциск II. только после Карла IX в 1566 году Императорская претензия пришла к окончательному концу через правила вымирания давности в результате отсутствия или отсутствия использования. Карл IX писал, что императорский византийский титул «не более выдающийся, чем титул короля, который звучит лучше и слаще».
За четыре кампании Наполеон превратил свою «Каролингскую» феодальную и федеративную империю в империю, смоделированную по образцу Римской. Воспоминания об императорском Риме были в третий раз, после Юлия Цезаря и Карла Великого, использованы для изменения исторической эволюции Франции. Хотя смутный план вторжения в Великобританию так и не был осуществлен, Битва при Ульме и битва под Аустерлицем затмили поражение при Трафальгаре, а лагерь в Булони предоставил в распоряжение Наполеона лучшие военные ресурсы, которыми он располагал, в виде большой армии. Когда Наполеон провозгласил себя Императором Франции, он также назвал свою собственную императорскую корону «короной Карла Великого».

### Австрия
После того как Священная Римская империя была ликвидирована в 1806 году, Австрийская империя стремилась претендовать на роль наследника Священной Римской империи, поскольку австрийские Габсбурги пытались объединить Германию под своим правлением.
Федеративное государство Австрия использовало некоторые символы из Священной Римской империи и Австрийской империи: Крест, символ правящей партии Отечественный фронт, был как средневековый символ — самое древнее изображение находится на (немецком) Императорском мече (одна из четырёх важнейших частей императорской регалии Священной Римской империи). Последовательное использование этого пропагандистского символа было новым для Австрии.
Австрийские вооружённые силы получили в 1934 году (за исключением небольших военно-воздушных сил) вместо ранее носимого сравнительно современного обмундирования в стиле рейхсвера такое на манер Дунайской монархии.

### Италия
В Италии понятие «Третий Рим» связано со столицей Королевства Италия, созданного в 1861 году, и нынешней Итальянской Республикой, созданной в 1946 году.

#### Рисорджименто
Джузеппе Мадзини, итальянский националист и патриот, продвигал идею «Третьего Рима» (итал. Terza Roma) во время рисорджименто (объединения Италии), ратуя за объединение Италии и установлению Рима как её столицы. По его мнению, первый Рим императоров и второй Рим пап должен был сменить Третий Рим, народный. После объединения Италии в Королевство Италия, государство было названо Третьим Римом некоторыми итальянскими деятелями.
После объединения Мадзини говорил о том, что Италия как Третий Рим должна иметь имперские устремления. Мадзини сказал, что Италия должна «вторгнуться и колонизировать тунисские Земли», поскольку это был «ключ к Центральному Средиземноморью», и он рассматривал Италию как имеющую право доминировать в Средиземном море, как это сделал Древний Рим.

#### Фашистская Италия
В своих речах итальянский диктатор Бенито Муссолини называл свою фашистскую Италию «Третьим Римом» или новой Римской империей. Третий Рим — фашистский Рим после Имперского и Папского, также был названием плана Муссолини по расширению Рима в направлении Остии и моря. Квартал всемирной выставки стал первым шагом в этом направлении.